# Kessen
Kessen (決戦?  "Batalla Final") es un videojuego de tácticas en tiempo real producido por Koei y publicado por Electronic Arts. Fue un juego de lanzamiento para la PlayStation 2 en Japón y América del Norte. Inicialmente, fue el único juego de guerra en tiempo real disponible para PlayStation 2.
Es un juego de tácticas en tiempo real ambientado en el Japón feudal, que se centra en un conflicto entre el clan Tokugawa oriental y el clan Toyotomi occidental (con Ishida Mitsunari como guardián y protector de Toyotomi) shogunates al final de Sengoku Jidai. Tokugawa Ieyasu fue el principal representante de las fuerzas del Este, donde el ejército occidental cambió a los líderes en función de los resultados de las batallas clave seleccionadas.
Aunque fue, en su mayor parte, históricamente exacto, el juego contenía una serie de escenarios "qué pasaría si", por ejemplo, si las fuerzas occidentales son victoriosas en la batalla de Sekigahara (históricamente una victoria del Este).
Más tarde se crearon dos secuelas , Kessen II y Kessen III . Estos dos juegos introdujeron elementos mágicos y meteorológicos a los juegos.

## Cinemáticas
Una nota del productor del juego, Kou Shibusawa, dirigida a los jugadores antes de que comience cualquier campaña, explica su deseo de dar su propio giro a este segmento de la historia, pero se sintió demasiado restringido por el cine para hacerlo correctamente. Con Kessen, cree que pudo explorar sus ideas más libremente. Por lo tanto, varias de las escenas del juego tienen una sensación teatral similar a las películas de chanbara y jidaigeki.
Antes de que comience cada campaña, un narrador enlista un breve resumen de los eventos que se desarrollan en la campaña seleccionada para ayudar a familiarizar a los jugadores con la batalla que tiene lugar. Una vez finalizada la planificación previa de la batalla, se produce un evento cinematográfico, que a menudo dramatiza las interacciones de los personajes o eventos históricos importantes que tuvieron lugar antes de que se produjera la batalla. También ocurren eventos similares después del consejo de guerra, durante la batalla y al final de la batalla.
Entre los recuentos históricamente precisos de los eventos, a veces se utilizaba la preferencia por las cuentas a menudo románticas. Entre los ejemplos notables se incluyen Hosokawa Gracia que ordena a un soldado que la mate y Tokugawa Hidetada que ordena el asesinato de Sanada Masayuki por causar su tardanza en Sekigahara.

## Recepción
Kessen recibió "revisiones generalmente favorables" de acuerdo con el sitio web de agregación de revisiones Metacritic. En Japón, Famitsu le dio un puntaje de nueve, un ocho, un siete y un ocho, para un total de 32 de 40.
En otra parte, Jeff Luther de GamesFirst! señaló que el juego es fácil de aprender, aunque sintió que no pudo mantener su nivel de dificultad después de las etapas iniciales. Otros también lo han descrito como redundante y lento. Las cinemáticas fueron citadas por un crítico como "el atractivo visual de Kessen". También se dijo que los gráficos relacionados con las figuras históricas eran "exagerados" y lo suficientemente coloridos como para ser ridículos, aunque impresionantes. Lo que más elogió a Kessen fue el departamento de sonido del juego, muchos dijeron que la partitura orquestal era "épica", y un crítico señaló que "las voces inglesas son buenas y adecuadas". En general, se ve como un juego para los amantes de la historia de la historia japonesa con una presentación buena pero defectuosa.
El título ganó un premio especial PlayStation Award en 2000. También fue nominado para el gran premio en la selección de los consumidores por gráficos y escenarios.